# Nino Frassica
Antonino Frassica, detto Nino (Messina, 11 dicembre 1950), è un comico, attore, conduttore radiofonico e personaggio televisivo italiano.

## Biografia

Frassica e Renzo Arbore in Indietro tutta! (1987-1988)

Esordisce il 2 marzo 1970 con un gruppo chiamato I cantatori pelosi figli della cantatrice calva, il cui nome era un omaggio a La cantatrice calva, commedia simbolo del teatro dell'assurdo di Eugène Ionesco, e partecipa ad alcuni spettacoli teatrali e nelle televisioni locali messinesi. Frassica si fa notare da Renzo Arbore grazie a un eccentrico messaggio lasciato sulla segreteria telefonica.
Il musicista pugliese, nel 1982, lo coinvolge nel programma radiofonico Radio Anghe Noi, e nel 1983 lo chiama per interpretare la parte del tecnico di Tele Ottaviano in "FF.SS." - Cioè: "...che mi hai portato a fare sopra a Posillipo se non mi vuoi più bene?". Sempre con Arbore partecipa nel 1985 al varietà Quelli della notte, nella parte di frate Antonino da Scasazza, organizzatore di un improbabile concorso a premi, e nel 1987 a Indietro tutta!, dove veste i panni del "bravo presentatore" e mette in scena una parodia del tipico conduttore televisivo.
Presenta poi su Rai 2 la trasmissione Ritira il premio e partecipa successivamente a Fantastico, Domenica in, Scommettiamo che...?, I cervelloni, Acqua calda al fianco di Giorgio Faletti e, più di recente, a Colorado Cafè e alla prima stagione di Markette, condotto da Piero Chiambretti. La sua comicità si basa soprattutto sull'eloquio surreale: discorsi nonsense, giochi di parole improbabili, frasi lapalissiane e considerazioni al di fuori da ogni logica sono i suoi strumenti retorici preferiti.
Nel 1998 viene selezionato dal cineasta Enrico Oldoini, che gli assegna il ruolo del maresciallo Nino Cecchini nella nuova serie televisiva Don Matteo, cominciata nel 2000 e ancora in onda oggi. Frassica mantiene questo ruolo ininterrottamente in tutte le varie stagioni del telefilm, andando ad affiancare Terence Hill, Flavio Insinna, Simone Montedoro, Maria Chiara Giannetta e Raoul Bova. Nel 2002 prende parte al film Apri gli occhi e... sogna, di Rosario Errico e nel 2003 a Prendimi e portami via di Tonino Zangardi. Nell'aprile e maggio 2005 ha condotto Striscia la notizia insieme a Nino D'Angelo dal 22 al 23 aprile e Mino Reitano dal 20 al 21 maggio 2005. Tra il 6 giugno e il 7 luglio 2005 partecipa al programma Non dire gatto... insieme a Teo Mammucari.
Nei mesi di novembre e dicembre 2006 è stato il testimonial della compagnia di telefonia mobile Wind Telecomunicazioni. Nei primi mesi del 2008 ha preso parte alla trasmissione I migliori anni, presentata da Carlo Conti, e nello stesso anno affianca Anna Foglietta in Se chiudi gli occhi; l'anno seguente insieme a Conti presenta il programma Premio Tv 2009. Nel 2009 viene scelto dalla regista Sofia Coppola per interpretare il ruolo di presentatore del Telegatto nel suo film Somewhere: Frassica ha dichiarato che la regista lo ha selezionato dopo aver visto alcuni filmati di Indietro tutta! su YouTube.
Nel marzo del 2010 ha un piccolo ruolo in The Tourist di Florian Henckel von Donnersmarck, dove interpreta un carabiniere che insegue il personaggio di Johnny Depp per i canali di Venezia. È anche testimonial della Fratres per una campagna nazionale per la donazione del sangue, e dell'Associazione Sclerosi Tuberosa. Lo stesso anno torna a I migliori anni, in cui interpreta il giudice del reality show Disfactor; con lui ci sono Francesco Scali, nella parte del cantautore Gianfranco Padda, Benito Urgu e il comico-ballerino Igiul (Luigi Leoni).
Sempre nel 2010 partecipa come ospite fisso alla trasmissione radiofonica di Lillo e Greg 610, dove interpreta il ruolo del mago Acirfass, fornendo oroscopi surreali e strampalati. L'anno seguente è protagonista assieme a Giulio Scarpati della serie televisiva Cugino & cugino trasmessa in prime time su Rai Uno a partire dal 22 febbraio. Dal luglio dello stesso anno conduce, insieme al cantautore Simone Cristicchi, il programma radiofonico Meno male che c'è Radio2. Sempre nell'estate del 2011 prende parte a L'agnellino con le trecce, un cortometraggio per il sociale.
Dal 14 marzo 2012 prende parte al nuovo programma di Sabina Guzzanti in onda su LA7 dal titolo Un due tre stella, nel quale ripropone alcuni suoi personaggi come il Mago Acirfass e il critico televisivo Anno Ghiotti. Nella stagione autunnale 2012 de Le Iene, lavora da inviato sotto il nome di Tommi Paradais, utilizzando come gancio il suo amico Pietro Pulcini per disturbare le riprese di alcuni programmi e film televisivi. Nel 2013 partecipa ad alcune puntate della serie televisiva Mario, scritta e diretta da Marcello Macchia, che va in onda su MTV Italia, nel ruolo del pompiere Pompiero.
Dal 6 aprile partecipa al nuovo talent di Rai 1 Altrimenti ci arrabbiamo, con la conduzione di Milly Carlucci. In primavera fa di nuovo parte del cast de I migliori anni sempre condotto da Carlo Conti. Nel 2014 ha pubblicato il libro a sua firma La mia autobiografia (70% vera 80% falsa). Nel corso del 2015 diventa il testimonial della campagna di comunicazione del Ministero della Salute contro il fumo: per la campagna realizza tre spot televisivi e tre spot radiofonici che vengono trasmessi sulle reti della Rai e in internet per tutto il corso del 2015 e del 2016. La campagna ha vinto il premio Agorà 2016. In considerazione del successo ottenuto, il Ministero decide di puntare su Frassica anche per la campagna contro il fumo del 2017 nella quale l'attore interpreta lo stralunato psicanalista dei cattivi delle favole.
Dal 2015 fa parte del cast fisso del programma Che fuori tempo che fa, spin-off di Che tempo che fa. Il 10 febbraio 2016 è ospite della seconda serata del Festival di Sanremo, dove ottiene consensi di critica e pubblico per la sua intervista doppia con Gabriel Garko e per la canzone A mare si gioca, scritta con Tony Canto, raggiungendo il picco di share con il 59,7%. Il 9 settembre 2017 è giurato del concorso di bellezza Miss Italia andato in onda su LA7; quindici giorni dopo affianca Fabio Fazio alla conduzione di Che tempo che fa su Rai 1. Nella serie TV La mafia uccide solo d'estate, Frassica interpreta il prete colluso con la mafia Fra Giacinto.
È stato ospite del Festival di Sanremo 2018 durante la terza serata interpretando Nino Cecchini insieme a Pietro Pulcini, nei consueti panni di Ghisoni. La rubrica domenicale a Che fuori tempo che fa di Fabio Fazio, in cui Frassica presenta i vari numeri della fittizia rivista Novella Bella, ha ottenuto così tanto successo da spingere il comico siciliano a pubblicare il 25 maggio 2018 il libro Novella Bella, edito da Mondadori. Recita dal dicembre 2020 nella fiction Fratelli Caputo di Canale 5.
Nel 2023 partecipa come concorrente al Cantante mascherato sotto la maschera del Ciuchino, arrivando secondo. Nello stesso anno partecipa al film L'estate più calda, per la regia di Matteo Pilati, uscito solo su piattaforme streaming.
Negli anni, Nino Frassica ha avviato alcune collaborazioni musicali. Nel 2002, ha fondato il gruppo musicale "Le Carogne", che si è esibito durante il programma televisivo Canzonissime. Attualmente condivide il palcoscenico con la sua formazione musicale "Los Plaggers", composta da sei musicisti di talento. Il nome della band, "Los Plaggers", rappresenta un connubio tra "Platters" e "plagio". I Plaggers si sono inoltre esibiti in alcuni programmi TV (come La pista di Flavio Insinna e Stupido Hotel condotto da Massimo Boldi) sotto il nome di "I cugini dei Cugini di campagna".
Nel 2024 torna a condurre Striscia la notizia dopo 19 anni affiancando per alcune settimane Michelle Hunziker alla guida del telegiornale satirico.
Nel 2025 è tra i co-conduttori della 75ª edizione del Festival di Sanremo  e di Festivallo in seconda serata su Rai 2.

## Vita privata
Sposatosi nel 1985 con l'attrice Daniela Conti, dalla quale si separa nel 1993, si è poi unito con rito civile nel 2018 con Barbara Exignotis.

## Filmografia

Giorgio Faletti e Frassica in Acqua calda (1992-1993)

### Cinema
- "FF.SS." - Cioè: "...che mi hai portato a fare sopra a Posillipo se non mi vuoi più bene?", regia di Renzo Arbore (1983)
- Il Bi e il Ba, regia di Maurizio Nichetti (1986)
- Mortacci, regia di Sergio Citti (1988)
- Vacanze di Natale '91, regia di Enrico Oldoini (1991)
- Sognando la California, regia di Carlo Vanzina (1992)
- Anni 90, regia di Enrico Oldoini (1992)
- Anni 90 - Parte II, regia di Enrico Oldoini  (1993)
- Miracolo italiano, regia di Enrico Oldoini  (1994)
- Sono positivo, regia di Cristiano Bortone (2000)
- Le sciamane, regia di Anne Riitta Ciccone (2000)
- Apri gli occhi e... sogna, regia di Rosario Errico (2002)
- Prendimi e portami via, regia di Tonino Zangardi (2003)
- Bell'epoker, regia di Nico Cirasola (2004)
- L'amore di Marja, regia di Anne Riitta Ciccone (2005)
- Eccezzziunale veramente - Capitolo secondo... me, regia di Carlo Vanzina (2006)
- Tre giorni d'anarchia, regia di Vito Zagarrio (2006)
- L'abbuffata, regia di Mimmo Calopresti (2007)
- Viaggio in Italia - Una favola vera, regia di Luca Miniero e Paolo Genovese (2007)
- Pene d'amore, regia di Alfredo Fiorillo (2008)
- 15 Seconds, regia di Gianluca Petrazzi (2008)
- Volevo gli occhi blu, regia di Francesco Lama (2008)
- La fidanzata di papà, regia di Enrico Oldoini (2008)
- Se chiudi gli occhi, regia di Lisa Romano (2008)
- Un attimo sospesi, regia di Peter Marcias (2008)
- Baarìa, regia di Giuseppe Tornatore (2009)
- La scomparsa di Patò, regia di Rocco Mortelliti (2010)
- The Tourist, regia di Florian Henckel von Donnersmarck (2010)
- Somewhere, regia di Sofia Coppola (2010) - nel ruolo di se stesso
- I bambini della sua vita, regia di Peter Marcias (2010)
- Un uomo nuovo, regia di Salvatore Alessi (2011)
- Taglionetto, regia di Federico Rizzo (2011)
- Lettera da Madras, regia di Irish Braschi (2011)
- L'agnellino con le trecce, regia di Maurizio Rigatti (2011)
- Neanche i cani, regia di Alfio d'Agata – mediometraggio (2012)
- Workers - Pronti a tutto, regia di Lorenzo Vignolo (2012)
- Il sole dei cattivi, regia di Paolo Consorti (2012)
- Breve storia di lunghi tradimenti, regia di Davide Marengo (2012)
- Un milione di giorni, regia di Manuel Giliberti (2012)
- Cha cha cha, regia di Marco Risi (2013)
- Liubov Pret-a-porter, regia di Max Nardari (2014)
- ragazze a mano armata, regia di Fabio Segatori (2014)
- Andiamo a quel paese, regia di Ficarra e Picone (2014)
- Seconda primavera, regia di Francesco Calogero (2015)
- Fuitina - Fuga d'amore, regia di Salvo Spoto e Vito Tricarichi (2015)
- Sei mai stata sulla Luna?, regia di Paolo Genovese (2015)
- Italiano medio, regia di Maccio Capatonda (2015)
- Babbo Natale non viene da Nord, regia di Maurizio Casagrande (2015)
- Natale a Londra - Dio salvi la regina, regia di Volfango De Biasi (2016)
- Forever Young, regia di Fausto Brizzi (2016)
- Omicidio all'italiana, regia di Maccio Capatonda (2017)
- Super vacanze di Natale, regia di Paolo Ruffini (2017)
- Ninna Nanna, regia di Enzo Russo e Dario Germani (2017)
- My Italy, regia di Bruno Colella (2017)
- La voce di Fantozzi, regia di Mario Sesti – documentario (2017)
- Non è un paese per giovani, regia di Giovanni Veronesi (2017)
- Show dogs- entriamo in scena, regia di Raja Gosnell solo voce (2018)
- Uno di famiglia, regia di Alessio Maria Federici (2018)
- Di tutti i colori, regia di Max Nardari (2019)
- Nel bagno delle donne, regia di Marco Castaldi (2020)
- Napoli Eden, regia di Bruno Colella (2021)
- Genitori vs influencer, regia di Michela Andreozzi (2021)
- School of Mafia, regia di Alessandro Pondi (2021)
- Improvvisamente Natale, regia di Francesco Patierno (2022)
- il mio amico Massimo, regia di Alessandro Bencivenga – docufilm (2022)
- I racconti della domenica, regia di Giovanni Virgilio (2022)
- Arrivederci tristezza, regia di Giovanni Virgilio (2023)
- Enzo Jannacci - Vengo anch'io, regia di Giorgio Verdelli – docufilm (2023) - se stesso
- Amleto è mio fratello, regia di Francesco Giuffrè (2023)
- Io e mio fratello, regia di Luca Lucini (2023)
- Improvvisamente a Natale mi sposo, regia di Francesco Patierno (2023)
- Pare parecchio Parigi, regia di Leonardo Pieraccioni (2024)
- 30 anni (di meno), regia di Mauro Graiani (2024)
- Come far litigare mamma e papà, regia di Gianluca Ansanelli (2024)
- Arrivederci tristezza, regia di Giovanni Virgilio (2025)

### Televisione
- S.P.Q.R. – serie TV (1998-1999)
- Don Matteo – serie TV (2000-in corso)
- La crociera, regia di Enrico Oldoini – miniserie TV (2001)
- Il destino ha 4 zampe, regia di Tiziana Aristarco – film TV (2002)
- Madre come te – film TV (2004)
- Butta la luna – serie TV (2006-2009)
- Ho sposato uno sbirro – serie TV, episodio 9x01 (2008)
- L'ultimo padrino, regia di Marco Risi – miniserie TV (2008)
- L'ispettore Coliandro – serie TV, episodio 2x03 (2009)
- Cugino & cugino – serie TV (2011)
- I Cesaroni – serie TV (2012)
- La tempesta – film TV (2013)
- Casa e bottega, regia di Luca Ribuoli – miniserie TV (2013)
- Mario – serie TV, episodio 2x16 (2014)
- Purché finisca bene – film TV (2014)
- Complimenti per la connessione – serie TV (2016-2017)
- Mariottide – serie TV (2016)
- La mafia uccide solo d'estate – serie TV (2016)
- Zio Gianni – serie TV, episodio 2x34 (2016)
- Il coraggio di vincere, regia di Marco Pontecorvo – film TV (2017)
- The Generi, regia di Maccio Capatonda – miniserie TV (2018)
- Io, una giudice popolare al Maxiprocesso, regia di Francesco Miccichè – docu-drama (2020)
- Fratelli Caputo – serie TV (2020-2021)
- L'estate più calda, regia di Matteo Pilati – film TV (2023)
- Sono Lillo 2, regia di Eros Puglielli – serie TV (2024)

## Teatro
- Atti unici di Peppino De Filippo, regia di Gigi Proietti (1992)[13]

## Programmi televisivi
- Togorama (RTP, 1976)
- Sguein (Telestretto, 1977)
- Quaglia o non Quaglia (RTP, 1980)
- Quelli della notte (Rai 2, 1985)
- Fantastico (Rai 1, 1986-1987, 1989-1991)
- Sotto le stelle (Rai 1, 1987)
- Indietro tutta! (Rai 2, 1987-1988)
- Frassica contro Ercole (Rai 1, 1989)
- Sanremo Blues (Rai 1, 1990)
- Ritira il premio... (Rai 2, 1990)
- Scommettiamo che...? (Rai 1, 1991)
- Domenica in (Rai 1, 1991-1992)
- Acqua calda (Rai 2, 1992-1993)
- Il canzoniere dell'estate (Rai 1, 1992)
- La grande sfida (Canale 5, 1993-1994)
- Grazie mille!!! (Rai 1, 1994)
- Stelle sull'acqua - Il grande circo dell'estate (Rai 1, 1995)
- Risate d'estate (Rai 3, 1995)
- L'Italia del Giro (Italia 1, 1996)
- Mai dire Gol (Italia 1, 1996)
- I cervelloni (Rai 1, 1997)
- Mezzanotte, angeli in piazza (Rai 1, 1998-2001)
- Stupido Hotel (Rai 2, 2002)[14]
- Festival di Sanremo (Rai 1, 2003, 2025)
- Markette - Tutto fa brodo in TV (LA7, 2004)
- Striscia la notizia (Canale 5, 2005, 2024)
- Suonare Stella (Rai 2, 2006)
- Colorado Cafè Live (Italia 1, 2006)
- Zecchino d'Oro (Rai 1, 2006)
- I migliori anni (Rai 1, 2007-2008, 2010-2011, 2013)
- Ciak... si canta! (Rai 1, 2008-2009)
- Un due tre stella (LA7, 2012)
- Le Iene (Italia 1, 2012-2013) – inviato
- Altrimenti ci arrabbiamo (Rai 1, 2013) – concorrente
- Stracult (Rai 2, 2014-2015)
- L'anno che verrà (Rai 1, 2014-2015, 2020-2021, 2023-2024)
- Techetechetè (Rai 1, 2015) – puntata 81
- Che fuori tempo che fa (Rai 3, 2015-2017)
- Dopo fiction (Rai 1, 2017)
- Miss Italia (LA7, 2017) – giurato
- Che tempo che fa (Rai 1, 2017-2019; Rai 2, 2019-2020; Rai 3, 2020-2023; Nove, dal 2023)
- Indietro tutta! 30 e l'ode (Rai 2, 2017)
- Guarda... Stupisci (Rai 2, 2018)
- Aspettando Adrian (Canale 5, 2019)
- Il supplente (Nove, 17 Settembre 2019)
- Una voce per Padre Pio (Rai 1, 2020)
- Affari tuoi - Viva gli sposi! (Rai 1, 2020-2021)
- Amici di Maria De Filippi (Canale 5, 2021-2022) – ospite fisso
- Il collegio (Rai 2, 2022) – narratore
- LOL - Chi ride è fuori (Prime Video, 2023) – concorrente
- Ci vuole un fiore (Rai 1, 2023) – ospite fisso
- Il cantante mascherato 4 (Rai 1, 2023) – concorrente
- Che tempo che farà (Nove, dal 2023)
- Rischiatutto 70 (Rai 1, 2024) – concorrente
- L'eredità (Rai 1, 2025) – concorrente; puntata speciale dedicata a Sanremo
- Festivallo (Rai 2, 2025)

## Radio
- Antenna impazzita (Antenna dello stretto, 1976)
- A livello di Radio (Antenna dello stretto, 1977-1978)
- Radio anghe noi (Rai Radio 1, 1982)
- Per voi donne (Rai Radio 1, 1984)
- Lagrime (Rai Radio 1, 1985)
- L'estate di carta bianca stereo (Rai Radio 1, 1986)
- Via Asiago Tenda (Rai Radio 1, 1987)
- Via Asiago Tenda Estate (Rai Radio 1, 1987)
- Chicchi di Riso (Rai Radio 1, 1995)
- La carica di 101 (R 101, 2007-2010)
- 610 (Rai Radio 2, 2010)
- Meno male che c'è Radio2 (Rai Radio 2, 2011-2014)
- 150 percento Nino Frassica (Rai Radio 1, 2014-2015)
- Programmone (Rai Radio 2, dal 2015)

## Spot pubblicitari
- Gran nocciolato Maina (1985-1988)
- Serbatoio GPL F86 ICOM (1996)
- Latte Mandrolat Dais (1996)
- Compagnia telefonica Wind (2007)
- Campagna di comunicazione del Ministero della Salute contro il tabagismo (2015)
- Finanziaria Compass (2017 -  in corso)
- ARD Discount (2020 - in corso)

## Discografia
Album in studio
- 1988 – Discao Meravigliao (con Renzo Arbore)
- 1992 – Nino Frassica e il Monofestival - Le più belle canzoni anni '50, '60, '70, '90, 100, 110 e lode

Singoli
- 1992 – Telenovela con Il Monofestival
- 1994 – Ugo/Dammi la gatta
- 2007 - S'M'S (con Alfredo Cerruti)
- 2016 – A mare si gioca

Partecipazioni
- 1989 – AA.VV. Fuori di testa
- 1997 – AA.VV. Una banda di svitati
- 2008 – AA.VV. One Shot Varietà
- 2012 – AA.VV. Ai se eu te pego! Carnival Party!!!

## Opere
- Il libro di Sani Gesualdi, Milano, Longanesi, 1985 ISBN 88-304-0596-5
- Terzesimo libro di Sani Gesualdi, Milano, Longanesi, 1986 ISBN 88-304-0688-0
- Il libro di sani Gesualdi. Con l'aggiunta del dizionario di frassichese, Milano, Longanesi, 1988 ISBN 88-304-0817-4
- Il manovale del bravo presentatore, Milano, Longanesi, 1988 ISBN 88-304-0829-8
- Come diventare maghi in 15 minuti, con Michele Foresta, Milano, Baldini & Castoldi, 1993 ISBN 88-85989-35-7
- Il Maresciallo Frassica. Il dietro le quinte, il di lato, il davanti, il dopo, il prima e il mentre Don Matteo, Roma, Gremese, 2005 ISBN 88-8440-365-0
- La mia autobiografia. (70% vera 80% falsa), Milano, Mondadori, 2014 ISBN 978-88-370-9997-8
- Sani Gesualdi superstar. Nabbe nel IIII, morve nel 1777, Milano, Mondadori, 2017 ISBN 880-46-8380-5
- Novella Bella, Milano, Mondadori, 2018 ISBN 880-46-8424-0
- Vipp. Tutta la Veritàne, Torino, Einaudi, 2021 ISBN 880-62-4866-9
- Paola. Una storia vera, Milano, Mondadori, 2022 ISBN 978-88-918-3741-7
- Piero di essere Piero, Milano, Mondadori, 2024 ISBN 978-88-918-3940-4